# Condado de Clark (Illinois)
O Condado de Clark é um dos 102 condados do Estado americano de Illinois. A sede do condado é Marshall, e sua maior cidade é Marshall. O condado possui uma área de 1 308 km² (dos quais 9 km² estão cobertos por água), uma população de 17 008 habitantes, e uma densidade populacional de 13 hab/km² (segundo o censo nacional de 2000). O condado foi fundado em 1819.